# Ski Park Manager 2003
Ski Park Manager 2003 est un jeu de gestion d'une station de sports d'hiver développé par Lankhor et édité par Microïds sorti en 2003.

## Histoire
Le jeu a été développé par une équipe de 8 personnes chez Lankhor au début des années 2000 qui se lancent le pari de développé un jeu de gestion qui n'existait pas jusqu'alors : la gestion d'une station de sports d'hiver. En 2000, un jeu ayant le même concept, Ski Resort Tycoon, développé par Cat Daddy Games et édité par Activision, était sorti aux États-Unis et au Canada mais était alors passé inaperçu en Europe. Ski Park Manager serait ainsi le premier du genre en Europe. Toutefois, les déboires financiers puis la liquidation de la société Lankhor qui interviendra fin 2001 ont contrarié le développement du jeu, qui sera tout de même commercialisé mais avec d'évidentes limitations : absence d'un mode carrière, peu de challenge et un gameplay parfois contre-intuitif.
Ski Park Manager 2003 est une version améliorée publiée par Microïds de la première version développée par Lankhor. Sur la jaquette de ce nouvel opus de même que sur le site internet du jeu, toutes les références à Lankhor ont été supprimées par Microïds, illustrant les désaccords entre l'équipe de développement et la politique de l'éditeur. Deux anciens développeurs de chez Lankhor, Cyril Cogordan et Benjamin Liénard, ayant travaillés sur Ski Park Manager, sont revenus sur les conditions de parution de cette édition 2003 dans une interview réalisée le 23 novembre 2002 par Frédéric Letellier, un nostalgique des jeux Lankhor et administrateur du site Lankhor.net.

## Système de jeu
Le jeu permet de gérer sa propre station de ski. Après choix de son massif montagneux, le joueur est amené à concevoir ses différentes pistes de ski et autres disciplines tout en tentant de construire la station de ski idéale. Évidemment, il doit aussi recruter des employés pour s'en occuper et faire de la publicité pour son site tout en faisant attention à la météo et aux avalanches. Le mode carrière fait apparaitre une liste d'objectifs à remplir tandis que le mode libre permet de construire la station sans se soucier du budget.

### Bâtiments disponibles
- Hôtels 2, 3 ou 4 étoiles
- Bâtiments spéciaux : office du tourisme, cabane des pisteurs, hangar des pisteurs, centre des pisteurs, cabane de secours, poste de secours, école de ski, centre météo, école des champions, canons à neige, abri d'attitude, hôpital, centre de maintenance, centre de formation, super labo, centre des opérateurs…
- Magasins : ski shop, glisses, au bonnet rouge, le combiné, miam plus, miam shop, le grenier montagnard, supermarché, ski wear, petit snack, big fast burger, pizza nopi, restaurant montagnard, buvette, bar plein soleil…
- Loisirs : discothèque, cinéma, bowling, piscine, jardin d'enfants, patinoire.
- Remontées mécaniques : téléski, petit télésiège, grand télésiège, télécabine, téléphérique.
- Éléments de décor : plante, banc, bonhomme de neige.
- Divers : toilettes, plan de la station, table d'orientation.
- Chemins de terre ou de neige.

## Accueil
Le site Jeuxvideo.com attribue au jeu la note de 7/20.